# Vixie cron
Vixie cron è un demone cron scritto da Paul Vixie nel 1987.
La versione 3 di Vixie cron è uscita nel tardo 1993. Questa versione, con alcune correzioni (bugfix), è usata per la gestione dei crontab nella maggior parte delle distribuzioni Linux e nei BSD.